# Peso costarricense
El peso fue la moneda de Costa Rica entre 1850 y 1896. Se subdividía inicialmente en 8 reales y se distribuyó junto con la moneda anterior, el real, hasta 1864, cuando Costa Rica decimalizó su moneda, y el peso pasó a dividirse en 100 centavos. El peso fue reemplazado por el colón a la par en el 24 de octubre de 1896.

## Billetes
Los bancos privados emitieron billetes entre 1858 y 1896. El primero en emitir billetes fue el Banco Nacional de Costa Rica. Los primeros billetes emitidos fueron los de 2 pesos, fueron seguidos por otros valuados en 10, 20, 25, 50 y 100 pesos. El Banco de Costa Rica emitió pagarés en pesos entre 1895 y 1899, en denominaciones de 1, 2, 5, 10, 20 y 100 pesos. El Banco de la Unión emitió billetes entre 1877 y 1889 con valores de 1, 2, 5, 10, 25, 50 y 100 pesos. El Ferro Carril de Costa Rica emitió billetes en 1872 de 10, 25 y 50 centavos, 1, 2 y 5 pesos.
En 1865, el gobierno introdujo billetes en denominaciones de 1, 5, 10, 25 y 50 pesos. En 1871 se introdujeron billetes de 2 pesos.

## Monedas
En 1850, monedas de plata fueron emitidos en denominaciones de 1/4, 1/8 y 1/16 de peso. En 1864, se acuñaron en plata monedas con denominaciones de 25 centavos, seguidamente a partir del año 1865 y hasta 1875, monedas en las denominaciones de 5, 10, 25 y 50 centavos, denominadas coloquialmente como de arbolito, en alusión al árbol presente en una de sus caras. En el año de 1865 se acuña moneda de cuproníquel de 1/4 de centavo, y otras en oro valuadas en 2, 5, 10 y 20 pesos que se introdujeron en la década de 1870. En 1889, las monedas de 50 centavos colombianas fueron reselladas con un símbolo distintivo ( león pasante ) y fueron puestas a circular como monedas de 50 centavos de Costa Rica.